# Ward Greene
Ward Greene est un auteur et journaliste américain.
En 1915, il couvre le procès de Leo Frank et évoque les faits dans ce qui sera compilé sous le nom Star Reporters and 34 of Their Stories (1948) mais sert aussi de base en 1936 à sa nouvelle Death in the deep South: a novel about murder, adaptée l'année suivante en film sous le nom La ville gronde (1937). Dans les années 1930 et 1940, il est le responsable éditorial de King Features Syndicate.
Il a vécu et travaillé comme journaliste à Atlanta et fut même correspondant de Guerre en décembre 1918.

## Œuvres
Livres et nouvelles
- 1929 : Cora Potts: a pilgrim's progress
- 1930 : Ride the Nightmare
- 1932 : Weep no more
- 1936 : Death in the deep South: a novel about murder
- 1937 : Happy Dan, the Whistling Dog
- 1944 : What they don't know: a novel by Ward Greene
- 1946 : Rip Kirby, un comic strip coécrit avec Alex Raymond
- 1948 : Star Reporters and 34 of Their Stories
- 1955 : Scamp

## Filmographie
- 1937 : La ville gronde (They won't forget)
- 1955 : La Belle et le Clochard